# Dou3le
Dou3le también conocido como DOU3LE, es el tercer y último álbum de estudio del dúo suizo Double, antes de su desintegración. Se publicó en 1987 por las compañías discográficas A&M Records y Polydor donde se encuentran dos canciones que se lanzaron como sencillos, "Devils Ball" y "Gliding", pero que no lograron conquistar el éxito que se había dado con el disco anterior. "Devils Ball" llegó a ocupar la posición número 71 en el Reino Unido y 30 en Bélgica.

## Lista de canciones
| N.º | Título                                | Duración |  |
| 1.  | «Fire In Disguise»                    | 5:26     |  |
| 2.  | «Gliding»                             | 5:02     |  |
| 3.  | «Lakes In The Desert»                 | 4:41     |  |
| 4.  | «Circles»                             | 5:13     |  |
| 5.  | «Prove Your Love»                     | 3:51     |  |
| 6.  | «(You Don't Let Me Get) Close Enough» | 4:46     |  |
| 7.  | «Silent Mountain»                     | 4:39     |  |
| 8.  | «Devils Ball»                         | 4:30     |  |
| 9.  | «Wrong Time»                          | 1:55     |  |
| 10. | «Megarhythmdance»                     | 5:14     |  |

## Personal
- Kurt Maloo – producción, voz principal, guitarra, multi-instrumentos.
- Felix Haug – producción, coros, teclado, sintetizador, multi-instrumentos.

Músicos invitados
- Herb Alpert – trompeta en "Devils Ball".
- Michał Urbaniak – violín eléctrico en "Devils Ball".
- The Browns – coros